# Augustus De Morgan
Augustus De Morgan (Madurai, India; 27 de junio de 1806 - Londres, 18 de marzo de 1871) fue un matemático y lógico británico nacido en la India. Profesor de matemáticas en el University College de Londres entre 1828 y 1866; y primer presidente de la Sociedad Matemática de Londres. Conocido por formular las llamadas leyes de De Morgan, en su memoria, y establecer un concepto riguroso del procedimiento, inducción matemática.

## Biografía[3]
Primeros años
Augustus De Morgan nació en Madurai (Madrás, India), en 1806. Su padre era el teniente coronel John De Morgan (1772-1816), quien ocupó varios cargos al servicio de la Compañía de las Indias Orientales. Su madre, Elizabeth Dodson (1776-1856) era descendiente de James Dodson (conocido por ser el autor de tablas de anti-logaritmos). De Morgan se quedó ciego de un ojo a los dos meses de su nacimiento. La familia se trasladó a Inglaterra cuando Augustus tenía siete meses de edad. Como su padre y su abuelo habían sido ambos nacidos en la India, De Morgan solía decir que él «no era ni inglés, ni escocés, ni irlandés, pero sí un británico "sin ataduras"».
Su padre murió cuando De Morgan tenía diez años. La señora De Morgan residió en diversos lugares en el suroeste de Inglaterra, y su hijo recibió su educación primaria en varias modestas escuelas locales. Sus talentos matemáticos pasaron desapercibidos hasta que cumplió los catorce años, cuando un amigo de la familia lo descubrió haciendo un dibujo detallado de una figura de Euclides con regla y compás, le explicó a Augustus las ideas del geómetra griego, y le inició en las técnicas de demostración.
Recibió su educación secundaria del señor Parsons, miembro del Oriel College de Oxford, que apreciaba más los autores clásicos que las matemáticas. Su madre era un miembro activo y ardiente de la Iglesia de Inglaterra, y deseaba que su hijo se convirtiera en clérigo; pero ya por entonces De Morgan había empezado a mostrar su firme disconformidad con los planes de su madre.
Educación universitaria
En 1823, a la edad de dieciséis años, ingresó en el Trinity College de Cambridge, donde estudió bajo la influencia de George Peacock y William Whewell, que se convirtieron en sus amigos para toda la vida; del primero se deriva su interés por la renovación del álgebra, y del segundo su dedicación a la formalización de la lógica, los dos temas principales de su futura vida laboral. Su tutor en la universidad era John Philips Higman (1793-1855).
En la universidad aprendió a tocar la flauta, y era un personaje destacado en los clubes musicales. Su amor por el conocimiento en sí mismo interfirió con la formación necesaria para comenzar una gran carrera académica en matemáticas; como consecuencia de ello, obtuvo el grado de cuarto wrangler. Esto le daba derecho al título de Bachelor of Arts; pero para obtener el grado superior de Master of Arts y de ese modo ser elegible para una beca, en aquella época era necesario pasar una prueba teológica. Sus convicciones le llevaron a rechazar estas pruebas, a pesar de que había sido criado en la Iglesia de Inglaterra. Alrededor de 1875 las pruebas teológicas para la obtención de grados académicos fueron abolidas en las Universidades de Oxford y de Cambridge.
Universidad de Londres
Como no podía cursar ninguna carrera en su propia universidad, decidió seguir el "Bar" (procedimiento establecido para cualificarse en el ejercicio legal), y se instaló en Londres; aunque prefería dedicarse a enseñar matemáticas que aplicarse en la lectura de la ley. Por entonces, se estaba fundando la Universidad de Londres (actualmente University College de Londres). Las dos antiguas universidades de Oxford y Cambridge estaban tan condicionadas por las pruebas teológicas, que ningún judío o disidente fuera de la Iglesia de Inglaterra podía entrar como estudiante, y mucho menos ser nombrados para cualquier cargo académico. Un grupo de hombres de mentalidad liberal resolvió salvar este obstáculo, estableciendo en Londres una Universidad con el principio de neutralidad religiosa. De Morgan, con 22 años de edad, fue nombrado profesor de matemáticas. Su conferencia introductoria "En el estudio de las matemáticas" es un discurso sobre la educación de las mentes de valor permanente, y se ha reimpreso recientemente en los Estados Unidos.
La Universidad de Londres era una nueva institución, y las relaciones del Consejo de administración, el Senado de los profesores y el cuerpo de los estudiantes no estaban bien definidas. Surgió una controversia entre el profesor de anatomía y sus estudiantes, y como consecuencia de las medidas adoptadas por el Consejo, varios profesores renunciaron, encabezados por De Morgan. Fue nombrado un profesor de matemáticas sustituto, que falleció ahogado un par de años más tarde. De Morgan, que se había mostrado como un líder de los maestros, fue invitado a regresar a su cargo, que se convirtió a partir de entonces en el centro permanente de sus trabajos durante treinta años.
El mismo grupo de personalidades reformistas encabezadas por Lord Brougham, un eminente escocés tanto en la ciencia como en la política que había instituido la Universidad de Londres, fundan casi al mismo tiempo la Sociedad para la Difusión del Conocimiento Útil. Su objetivo era difundir todo tipo de conocimientos (especialmente el conocimiento científico) por medio de tratados económicos y claramente escritos por los mejores autores de la época. Uno de sus escritores más prolíficos y eficaces era De Morgan. Escribió una gran obra sobre el Cálculo diferencial e integral que fue publicada por la Sociedad; y escribió una sexta parte de los artículos en la Penny Cyclopedia, también publicada por la Sociedad, así como las emitidas en otras publicaciones. Cuando De Morgan se trasladó a residir en Londres, encontró un amigo afín en William Frend, a pesar de su herejía matemática sobre cantidades negativas. Ambos tenían amplios conocimientos aritméticos, y sus puntos de vista religiosos eran bastante similares. Frend vivía en lo que entonces era un suburbio de Londres, en una casa de campo antes ocupado por Daniel Defoe e Isaac Watts. De Morgan, acompañado de su flauta, era un visitante bienvenido.
The London University, de la que De Morgan era profesor, es una institución distinta de la "University of London" (Universidad de Londres). La Universidad de Londres fue fundada cerca de diez años más tarde por el Gobierno del Reino Unido, con el fin de otorgar grados después del examen, sin ningún tipo de calificación previa como el período de residencia. The London University estaba afiliada como un colegio de enseñanza a la Universidad de Londres, y su nombre fue cambiado a University College. La Universidad de Londres fracasó como organismo meramente examinador; y se convirtió en una institución de enseñanza al uso. De Morgan era un maestro de gran éxito en la docencia de las matemáticas. Daba clases de una hora de duración, y al final de cada clase planteaba una serie de problemas y ejemplos ilustrativos del tema sobre el que había disertado. Invitaba a sus estudiantes a sentarse con él y a mostrarle sus resultados, que traía revisados antes de la siguiente clase. En opinión de De Morgan, la comprensión profunda y la asimilación de grandes principios era mucho más importante que la destreza meramente analítica en la aplicación de principios y medios para manejar casos particulares.

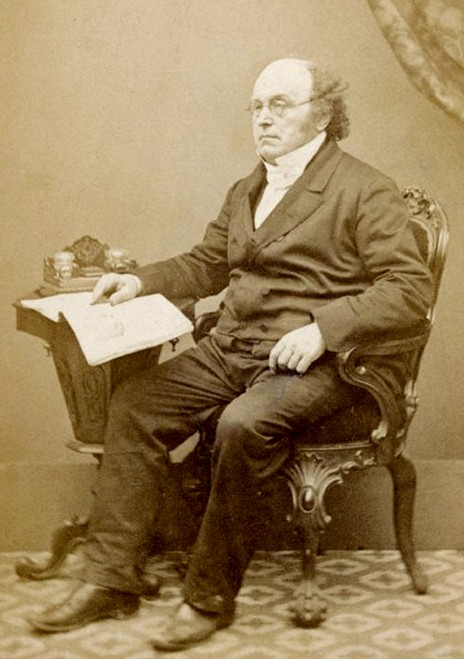
Augustus De Morgan.

Durante este período, también promovió la obra del matemático indio autodidacta Ramchundra, al que se llamaba el Ramanujan de De Morgan. Supervisó la publicación en Londres del libro de Ramchundra "Máximos y mínimos" en 1859. En la introducción a este libro, reconoció ser consciente de la tradición india de la lógica, aunque no se sabe si esto tuvo alguna influencia sobre su propio trabajo.
Así mismo, fue tutor de Ada Lovelace, con la que mantuvo posteriormente correspondencia escrita.
Últimos años
En 1866 la cátedra de filosofía mental del University College quedó vacante. James Martineau, un clérigo unitarista y profesor de filosofía mental, fue recomendado formalmente por el Senado al Consejo; pero en el Consejo había algunos que se opusieron a un clérigo unitarista, y otros que se opusieron a la filosofía teísta. Un laico de la escuela de Alexander Bain y Herbert Spencer fue nombrado. De Morgan consideró que la antigua norma de la neutralidad religiosa había sido incumplida, y renunció de inmediato. Tenía entonces 60 años de edad. Sus alumnos le aseguraron una pensión de 500 libras anuales, pero sus desgracias continuaron. Dos años más tarde, su hijo George (el "Bernoulli más joven", como a Augustus le encantaba oír que le llamaban, en alusión a los eminentes matemáticos padre e hijo de este nombre) murió. Este golpe fue seguido por la muerte de una hija. Cinco años después de su dimisión del University College, De Morgan moría por una afección nerviosa el 18 de marzo de 1871.

## Familia
Augustus fue uno de los siete hermanos De Morgan, cuatro de los cuales sobrevivieron hasta la edad adulta.
En otoño de 1837, se casó con Sofía Elizabeth (1809-1892), la hija mayor de William Frend (1757-1841) y de Sarah Blackburne (1779-?), nieta de Francis Blackburne (1705-1787), arcediano de Cleveland.
De Morgan tenía tres hijos y cuatro hijas, incluyendo a la autora de cuentos de hadas Mary De Morgan. Su hijo mayor era el ceramista William De Morgan. Su segundo hijo, George De Morgan adquirió gran prestigio matemático en el University College y en la Universidad de Londres. Con otro exalumno de ideas afines concibió la idea de fundar la Sociedad Matemática de Londres, donde los artículos matemáticos no solo serían archivados (como en la Royal Society), sino que serían realmente leídos y debatidos. La primera reunión se celebró en el University College; De Morgan fue el primer presidente y su hijo el primer secretario. Era el comienzo de la Sociedad Matemática de Londres.

## Personalidad

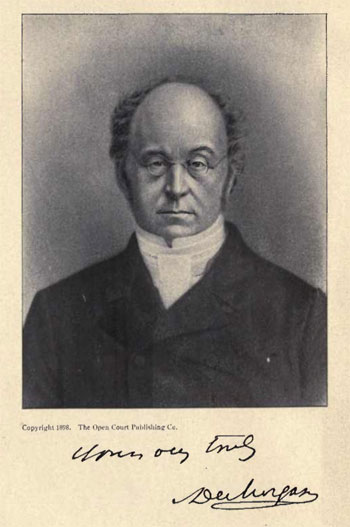
Fotografía de Augustus de Morgan (1898)

De Morgan era un escritor brillante e ingenioso, ya sea como polemista o como corresponsal. En su época coincidió con dos Sir William Hamilton, que a menudo se confunden. Uno de ellos fue Sir William Hamilton, 9.º Baronet (es decir, su título fue heredado), un escocés, profesor de lógica y metafísica en la Universidad de Edimburgo; el otro era un caballero (es decir, ganó el título), un irlandés, profesor de astronomía en la Universidad de Dublín. El barón contribuyó a la lógica, sobre todo a la doctrina de la cuantificación del predicado; el caballero, cuyo nombre completo era William Rowan Hamilton, contribuyó a las matemáticas, especialmente al álgebra geométrica, siendo el primero en describir los cuaterniones. De Morgan se interesó por el trabajo de ambos, y mantuvo correspondencia con los dos; pero la correspondencia con el escocés terminó en una controversia pública, mientras que con el irlandés mantuvo una amistad que terminó solamente a su muerte. En una de sus cartas a Rowan, De Morgan dice:

Es notorio que he descubierto que usted y el otro señor WH son polares recíprocos con respecto a mí (intelectual y moralmente, para mí el barón escocés es un oso polar, y usted, estaba pensando, es un caballero polar). Cuando envío algo de investigación para Edimburgo, el WH de esa calaña dice que la aparte de él. Cuando se la envío a usted, la asimila, generalizándola a simple vista, consiguiendo que de este modo sea aplicable a la sociedad en general, y me convierte en el segundo descubridor de un teorema conocido.

La correspondencia de De Morgan con Hamilton el matemático se prolongó durante más de veinticuatro años; contiene discusiones no solo de asuntos matemáticos, sino también de temas de interés general. Se caracterizaba por la genialidad de Hamilton y por el ingenio por parte de De Morgan. La siguiente es una muestra: Hamilton escribió,

Mi copia de la obra de Berkeley no es mía; como Berkeley, ya sabe, soy un irlandés.

De Morgan respondió:

Su frase "mi copia no es mía" no es un disparate. En inglés es perfectamente correcto utilizar la misma palabra en dos sentidos diferentes en una sola frase, sobre todo cuando es algo usual. Las incongruencias del lenguaje no son ningún disparate, porque expresan un significado. Pero la incongruencia de las ideas (como en el caso del irlandés que estaba tirando de una cuerda, y al darse cuenta de que se terminaba, gritó que alguien había cortado el otro extremo...) eso sí que es un disparate genuino.

De Morgan estaba lleno de peculiaridades personales. Con motivo de la toma de posesión de su amigo, Lord Brougham, como Rector de la Universidad de Edimburgo, el Senado se ofreció a conferirle el grado honorífico de LL. D.; Morgan declinó el honor por haberse denominado con un nombre inapropiado. Una vez mandó imprimir su nombre de esta manera:

Augustus De Morgan, H-O-M-O-P-A-U-C-A-R-U-M-L-I-T-E-R-A-R-U-M (del latín, "hombre de pocas letras")

No le gustaba desplazarse fuera de Londres, y mientras su familia disfrutaba a la orilla del mar, y los hombres de ciencia pasaban buenos ratos en las reuniones de la Asociación Británica en cualquier rincón de Inglaterra, él permanecía en las bibliotecas sofocantes y polvorientas de la metrópoli. Dijo que se sentía como Sócrates, quien declaró que cuanto más lejos estaba de Atenas, más lejos estaba de la felicidad. Nunca trató de convertirse en miembro de la Royal Society ni asistió a una de sus reuniones; dijo que no tenía ideas o simpatías en común con el estudio de la física. Su actitud era posiblemente debida a sus limitaciones físicas, ya que le impedían ser un buen observador o experimentador. Nunca votó en una elección, y nunca visitó la Cámara de los Comunes, la Torre de Londres, o la Abadía de Westminster.

### Colección de paradojas. "Paradoxers"
El título original de esta obra en inglés es "A Budget of Paradoxes". Fue publicada póstumamente en 1872 por su esposa, un año después de la muerte del matemático. El libro refleja muy bien el carácter irónico de De Morgan, que no deja de asombrarse ante la abundancia de descubridores revolucionarios (falsos "paradoxers" los denomina), que pretenden haber resuelto problemas irresolubles, como la cuadratura del círculo o la trisección del ángulo.
En la introducción al libro, De Morgan explica lo que quiere decir con la palabra "paradoja":

Un gran número de personas, desde el surgimiento del método matemático, ha atacado sus consecuencias directas e indirectas. Voy a llamar a cada una de estas personas un "paradoxer", y a su sistema de crítica, una "paradoja". Utilizo la palabra en el viejo sentido: una paradoja es algo que está al margen de la opinión general, ya sea por su materia, su método o su conclusión. Muchas de las cosas ahora establecidas, se denominaron en su momento con "corchetes", que es la expresión más cercana que tenemos a la vieja paradoja. Pero hay una diferencia: que situando un texto entre corchetes queremos indicar que se va a hablar a la ligera en el mismo; lo que no coincide necesariamente con el sentido de la paradoja. Así, en el siglo XVI, muchos hablaron del movimiento de la tierra como "la paradoja de Copérnico" y sostenían con convencimiento la ingenuidad de dicha teoría. Incluso me inclino a pensar que algunos piensan todavía de la misma manera; en el siglo XVII se produjo una decadencia del intelecto, al menos en Inglaterra.

¿Cómo puede distinguirse el falso paradoxer del verdadero? De Morgan suministra la siguiente prueba:

La manera en que un verdadero "paradoxer" se mostrará a sí mismo, en cuanto al sentido o sin sentido, no dependerá de lo que él mantenga, sino sobre si tiene o no un conocimiento suficiente de lo que ha sido hecho por otros, sobre todo en cuanto al modo de hacerlo, paso previo a la invención de los conocimientos por sí mismos... El nuevo conocimiento, para cualquier propósito, debe provenir del estudio del conocimiento anterior, en todos los asuntos que afectan al pensamiento; los artificios mecánicos a veces, no muy a menudo, se escapan a esta regla. Todos los hombres que ahora son llamados descubridores, en cada asunto gobernado por el pensamiento, han sido hombres versados en las mentes de sus predecesores y han aprendido de lo que había sucedido antes que ellos. No hay una sola excepción.
Recuerdo que justo antes de una reunión de la American Association en Indianápolis en 1890, los periódicos locales anunciaron un gran descubrimiento que iba a ser presentado ante los sabios reunidos allí: un joven de alguna parte del país, había cuadrado el círculo. Mientras que la reunión estaba en curso, observé a un joven que estaba por allí con un rollo de papel en la mano. Se dirigió a mí, y se quejó de que no se había recibido el documento con su descubrimiento. Le pregunté si su objeto en la presentación del documento no era conseguir que fuese leído, impreso y publicado, para que todo el mundo pudiera informarse del resultado; accediendo al escrito fácilmente. Pero, dije yo, muchos hombres han trabajado en esta cuestión, y sus resultados se han probado completamente, y están impresos en beneficio de cualquiera que sepa leer. ¿Te has informado de sus resultados? A tal cuestión no hubo asentimiento, pero sí la sonrisa enfermiza del falso paradoxer.

Su "Colección" consiste en la revisión de una gran recopilación de libros paradójicos, que De Morgan había acumulado en su propia biblioteca, en parte formada por sus compras en librerías, por los libros que le enviaban para su revisión, y por los libros enviados por sus propios autores. Incluye la siguiente clasificación: Cuadradores de círculos; Trisectores de ángulos; Duplicadores de cubos; Constructores de movimientos perpetuos; Anuladores de la gravitación; Inmovilizadores de la Tierra; y Constructores del Universo. Opina que aún pueden encontrarse especímenes de todas estas clases en el Nuevo Mundo y en el nuevo siglo. De Morgan da su conocimiento personal de los "paradoxers":

Sospecho que sé más de esta clase de ingleses que cualquier hombre en Gran Bretaña. Nunca llevé la cuenta exacta; pero sé que un año con otro (algo menos en los últimos años que en épocas anteriores), he hablado con más de cinco en cada año, de lo que resulta más de ciento cincuenta especímenes. De algo estoy seguro, de que es mi culpa que no hayan sido mil. Nadie sabe cómo pululan, excepto aquellos a los que recurren naturalmente. Se encuentran en todos los rangos y ocupaciones, de todas las edades y caracteres. Son personas muy serias, y su propósito es difundir de buena fe sus paradojas. Una gran parte -la mayoría, de hecho- son analfabetos, y un gran número han perdido sus medios de vida, y se encuentran o se acercan a la penuria. Estos descubridores se desprecian entre sí.

Un paradoxer al que De Morgan hizo el mismo "regalo" que Aquiles hizo a Héctor -arrastrarlo alrededor de las murallas una y otra vez- fue James Smith, un exitoso comerciante de Liverpool, quien aseguraba haber encontrado que {\displaystyle \pi =3{\tfrac {1}{8}}}. Su modo de razonamiento era una curiosa caricatura de la "reductio ad absurdum" de Euclides. Decía que {\displaystyle \pi =3{\tfrac {1}{8}}}, y entonces exponía que en tal caso cualquier otro valor de {\displaystyle \pi } debía ser absurdo. En consecuencia, {\displaystyle \pi =3{\tfrac {1}{8}}} es el valor verdadero. Lo que sigue es una muestra del "arrastre efectuado por De Morgan en torno a las murallas de Troya":

El Sr. Smith me sigue escribiendo largas cartas, insistiéndome en que he de responderlas. En su última misiva de 31 caras apretadamente escritas en papel de notas, se me informa, con referencia a mi silencio obstinado, que aunque yo mismo y otras personas piensen que soy un Goliat matemático, he decidido comportarme como un caracol matemático, permaneciendo dentro de mi concha. ¡Un "caracol" matemático! Esto no debe referirse al objeto así llamado que regula las campanadas de un reloj; significaría que voy a hacer que el Sr. Smith suene a la hora correcta del día, ya que yo de ninguna manera llevaría un reloj que curiosamente gana 19 segundos en cada hora por culpa de un valor de cuadratura falso. Pero él se atreve a decirme que los guijarros de la honda de la simple verdad y el sentido común en última instancia, romperán mi concha y me pondrán fuera de combate. La confusión de las imágenes es divertida: Goliath escondiéndose en un caracol para evitar {\displaystyle \pi =3{\tfrac {1}{8}}}, y James Smith, de la Junta del Muelle de Mersey, poniéndolo fuera de combate con los guijarros de una honda. Si Goliat se había deslizado en una concha de caracol, David podría haber aplastado al filisteo simplemente con su pie. Hay algo parecido a la modestia en la implicación de que la piedra que rompe la concha aún no ha hecho efecto; se podría haber pensado que el hondero durante este tiempo ha estado cantando: "Y tres veces [y un octavo], encaminé a todos mis enemigos. Y tres veces [y un octavo], maté a los muertos."

En la región de la matemática pura, De Morgan podía distinguir fácilmente la falsa de la verdadera paradoja; pero no era tan experto en el campo de la física. Su suegro y su esposa podrían considerarse de alguna manera "paradoxers"; y en opinión de los físicos de su tiempo, el propio De Morgan a duras penas escapaba de esta denominación. Su esposa escribió un libro que describe los fenómenos del espiritismo, mesa-rap, mesas giratorias, etc.; y De Morgan redactó un prefacio en el que aseguraba que conocía algunos de los hechos afirmados, y que creía en otros mediante testimonios, pero que no pretendía saber si fueron causados por espíritus, o tenían algún origen desconocido e inimaginable. De esta alternativa dejaba fuera las causas materiales ordinarias. Faraday pronunció una conferencia sobre espiritismo, en la que dejó sentado que la investigación debe establecer la idea de lo que es físicamente posible o imposible; De Morgan no creía en esto.

### Espiritismo
Siendo ya un hombre maduro, De Morgan se interesó en los fenómenos del espiritismo. En 1849 había investigado la clarividencia y quedó impresionado por la experiencia. Más tarde se llevaron a cabo investigaciones paranormales en su propia casa con la médium María Hayden. El resultado de estas investigaciones fue publicado posteriormente por su esposa Sophia. De Morgan pensaba que su carrera como científico podría haber sido afectada si se hubiera revelado su interés en el estudio del espiritismo, por lo que contribuyó a editar el libro de forma anónima. Fue publicado en 1863, con el título:"From Matter to Spirit: The Result of Ten Years Experience in Spirit Manifestations." ("De la materia al espíritu: El Resultado de diez años de experiencias en manifestaciones de espíritus.")
De acuerdo con Oppenheim (1988), la esposa de De Morgan, Sophia, era una espiritista convencida, pero De Morgan mantenía una posición distinta ante los fenómenos espiritistas que Oppenheim define como una "posición de esperar y ver"; no era ni un creyente ni un escéptico. Su punto de vista era que la metodología de las ciencias físicas no excluye automáticamente los fenómenos psíquicos y que esos fenómenos pueden ser explicables posteriormente por la posible existencia de fuerzas naturales que los físicos aún no habían identificado.
En el prefacio de "De la materia al espíritu" (1863) De Morgan decía:

Pensando que es muy probable que el universo pueda contener unos pocos agentes -se dice que medio millón- de los que nadie sabe nada, no puedo sino sospechar que una pequeña proporción de estos agentes, -digamos cinco mil- pueden ser solidariamente competentes para la producción de todos los fenómenos espiritistas, o pueden estar a su altura. Las explicaciones físicas que he visto son fáciles, pero miserablemente insuficientes: la hipótesis espiritista es suficiente, pero difícilmente ponderable. El tiempo y el pensamiento decidirán, el segundo pidiendo al primero más resultados de ensayos.

En "Parapsicología: Una Historia Concisa" (1997), John Beloff escribió que De Morgan fue el primer científico notable en Gran Bretaña interesado en el estudio del espiritismo, y sus actividades habrían influido en la decisión de William Crookes de estudiar también el espiritismo. También afirma que De Morgan era un ateo y que esto le privó de alcanzar una posición en Oxford o Cambridge.

## Obra matemática[3]

### Lógica Formal (1847)
Cuando el estudio de las matemáticas revivió en la Universidad de Cambridge, también lo hizo el estudio de la lógica. El espíritu de este movimiento era Whewell, el Maestro del Trinity College, cuyos escritos principales eran una "Historia de las ciencias inductivas" y una "Filosofía de las ciencias inductivas". Sin duda, De Morgan fue influenciado en sus investigaciones lógicas por Whewell; pero otros contemporáneos influyentes fueron Sir William Rowan Hamilton de Dublín, y el profesor Boole de Cork. El trabajo de De Morgan en lógica formal, publicado en 1847, es principalmente notable por su desarrollo del silogismo numéricamente definido:

Los seguidores de Aristóteles afirman que a partir de dos proposiciones particulares, como "algunos M son A", y "algunos M son B", no se sigue necesariamente una relación entre los A y B. Pero van más allá, y postulan que con el fin de que cualquier relación entre los A y B pueda seguirse necesariamente, el término medio debe ser tomado universalmente en una de las premisas. De Morgan señaló que, de algunos M son A y algunos M son B se sigue necesariamente que algunos A son B en determinadas condiciones que formuló mediante expresiones numéricas exactas, dando forma al denominado silogismo numéricamente definido. Suponiendo que el número de los M es {\displaystyle m}, de los M que son A es {\displaystyle a}, y de los M que son B es {\displaystyle b}; entonces hay al menos {\displaystyle (a+b-m)} A que también son B. Por ejemplo, si se supone que el número de personas a bordo de un barco es de 1000, que 500 estaban en el salón, y que 700 están perdidas, se deduce necesariamente que al menos 700 + 500 - 1000, esto es, 200 pasajeros del salón se han perdido.

Este único principio es suficiente para demostrar la validez de todos los modos de razonamiento aristotélicos. Por lo tanto, es un principio fundamental en el razonamiento deductivo.
He aquí que De Morgan había hecho un gran avance con la introducción de la cuantificación de los términos. En esa época, el filósofo Sir William Hamilton estaba enseñando en Edimburgo una doctrina de la cuantificación del predicado, y surgió la correspondencia entre ambos. Sin embargo, De Morgan percibe pronto que la cuantificación de Hamilton era de un carácter diferente; que significaba, por ejemplo, que las expresiones La totalidad de A es la totalidad de B, y La totalidad de A es parte de B, podían sustituir a la forma Aristotélica Todo A es B. Hamilton pensaba que había colocado la piedra angular del arco aristotélico, como así lo expresó. Curioso arco éste, que se había sostenido durante 2000 años sin una piedra angular. Como consecuencia de ello, no prestaba atención a las innovaciones de De Morgan, le acusó de plagio, y la controversia se extendió durante años en las columnas de la revista del Athenæum, y en las publicaciones de los dos escritores.

### Trigonometría y Álgebra Doble (1849)
El trabajo de De Morgan titulado Trigonometry and Double Algebra contiene dos partes; la primera es un tratado de trigonometría, y la segunda es un tratado de álgebra generalizada, a la que llamó "Álgebra doble".
La teoría del álgebra de George Peacock fue mejorada por D.F. Gregory, un miembro más joven de la Escuela de Cambridge, quien hizo hincapié no en la permanencia de formas equivalentes, sino en la permanencia de ciertas leyes formales. Esta nueva teoría del álgebra como la ciencia de los símbolos y de sus leyes de combinación, llevó a la edición por De Morgan basada en la lógica; y su doctrina, sobre el tema, todavía es seguida por un gran número de algebristas británicos. Así, George Chrystal basó su libro de texto de álgebra en la teoría morganiana; aunque un lector atento puede observar que prácticamente la abandona cuando se enfrenta al tema de las series infinitas. La teoría morganiana se reafirma en su volumen sobre Trigonometría y Álgebra doble, donde en el Libro II, Capítulo II, dedicado al "Álgebra simbólica", escribe:

Al abandonar los significados de los símbolos, también abandonamos los de las palabras que los describen. Así "suma" pasa a ser, por el momento, un sonido vacío de sentido. Es un modo de combinación representado por {\displaystyle +}; cuando {\displaystyle +} recibe su significado, así también lo recibe la palabra "suma". Es muy importante que el estudiante tenga en cuenta que, con una excepción, ninguna palabra ni signo de la aritmética o álgebra tiene un átomo de sentido a lo largo de este capítulo, cuyo objeto son los símbolos, y sus leyes de combinación, generando un  álgebra simbólica, que puede llegar a ser en adelante la gramática de un centenar de diferentes álgebras significativas. Si alguien fuera a afirmar que {\displaystyle +} y {\displaystyle -} podrían significar recompensa y castigo, y {\displaystyle A}, {\displaystyle B}, {\displaystyle C}, etc. podrían representar las virtudes y los vicios, el lector puede creerlo, contradecirlo, o lo que le plazca, pero no fuera de este capítulo.
La única excepción indicada anteriormente, que tiene alguna parte de significado, es el signo {\displaystyle =} colocado entre dos símbolos, como en {\displaystyle A=B}. Indica que los dos símbolos tienen el mismo significado resultante, por diferentes que sean los pasos necesarios para alcanzarlo. Si {\displaystyle A} y {\displaystyle B} son dos cantidades, indica que su medida es la misma; si son operadores, que su efecto es el mismo.

La primera etapa en el desarrollo del álgebra es aritmética, donde solo aparecen números y operadores tales como {\displaystyle +}, {\displaystyle \times }, etc.
La segunda etapa es la aritmética universal, donde las letras sustituyen a los números para denotarlos universalmente, y los procesos se llevan a cabo sin conocer los valores de estos símbolos. Se tiene que {\displaystyle a} y {\displaystyle b} reperesentan cualquier cantidad; entonces una expresión como {\displaystyle a-b} no se puede calcular; si bien en la aritmética universal se habla de "previsión", es decir, que la operación prevista es posible.
La tercera etapa es el álgebra sencilla, donde un símbolo puede afectar a una cantidad por delante o por detrás, pudiendo representarse adecuadamente como segmentos en una línea recta pasando por su origen. Las cantidades negativas son entonces posibles; se representan con segmentos en sentido contrario. Pero una imposibilidad todavía permanece en la parte final de una expresión como {\displaystyle a+b{\sqrt {-1}}} que surge en la resolución de una ecuación cuadrática.
La cuarta etapa es el álgebra doble. La simbología algebraica denota en general un segmento de una línea en un plano dado. En una simbología doble se involucran dos especificaciones, nominalmente, longitud, y dirección; {\displaystyle {\sqrt {-1}}} es interpretado como una dimensión en otro cuadrante. La expresión {\displaystyle a+b{\sqrt {-1}}} entonces representa una línea en el plano con una abscisa {\displaystyle a} y una ordenada {\displaystyle b}. Argand y Warren habían llevado el álgebra doble mucho más allá; pero no fueron capaces de interpretar en sus teorías expresiones como {\displaystyle e^{a{\sqrt {-1}}}}. De Morgan lo intentó reduciéndola como una expresión de la forma {\displaystyle b+q{\sqrt {-1}}}, y demostró que había hallado un procedimiento para lograr esta reducción en cualquier caso. El hecho destacable es que esta álgebra doble satisface todas las leyes fundamentales enumeradas, y cualquier combinación de símbolos aparentemente imposible podía ser interpretada como si tuviese la forma completa del álgebra. En el capítulo 6 introduce las funciones hiperbólicas y analiza la conexión entre la trigonometría común y la hiperbólica.
Si la teoría anterior es cierta, la siguiente etapa de desarrollo debería ser el "Álgebra triple" y si {\displaystyle a+b{\sqrt {-1}}} realmente representa una línea en un plano dado, debería ser posible encontrar un tercer elemento que añadido a los anteriores fuese asimilable a una recta en el espacio. Argand y muchos otros supusieron que era {\displaystyle a+b{\sqrt {-1}}+c{\sqrt {-1}}\,^{\sqrt {-1}}} aunque esto contradecía los postulados de Euler, en los que {\displaystyle {\sqrt {-1}}\,^{\sqrt {-1}}=e^{-{\frac {1}{2}}\pi }}. De Morgan y otros muchos trabajaron duramente en este problema sin éxito hasta que intervino Hamilton. Ahora puede verse claramente el porqué: la simbología del álgebra doble denota no una longitud y una dirección; si no un módulo y un ángulo. Los ángulos están confinados en un plano. Entonces la siguiente etapa será un "Álgebra cuádruple", en la que el eje del plano se hace variable. Esto brinda la respuesta a la primera cuestión; el Álgebra doble analíticamente representa la trigonometría del plano, y por esto se convirtió en la herramienta natural del análisis de la corriente eléctrica alterna. Pero De Morgan nunca fue tan lejos. Murió con el convencimiento de que "el álgebra doble permitirá completar el desarrollo de las concepciones de la aritmética pendientes, tan lejos como estos símbolos están involucrados, como la propia aritmética sugiere inmediatamente".
En el capítulo 2 del segundo libro, continuando sus planteamientos teóricos acerca del álgebra simbólica, De Morgan procede a inventariar tanto los símbolos fundamentales del álgebra como sus leyes. Los símbolos son {\displaystyle 0}, {\displaystyle 1}, {\displaystyle +}, {\displaystyle -}, {\displaystyle \times }, {\displaystyle \div }, {\displaystyle ()}(), y letras; solo estos, todos los demás se derivan de los anteriores. Como De Morgan explica, el último de estos símbolos permite escribir un exponencial, situándolo por encima y a continuación de una expresión dada. Su inventario de leyes fundamentales se reduce a catorce puntos, aunque algunos son meras definiciones. La lista precedente de símbolos figura bajo el primero de estos catorce puntos. Las leyes propiamente dichas pueden reducirse a las siguientes, que como él mismo admite, no son totalmente independientes entre sí, "pero el carácter asimétrico de la operación exponencial, y el deseo de conectar los procesos de {\displaystyle +} y {\displaystyle \times }... se prestan necesariamente a mantenerlas por separado":

1. Leyes de Identidad:  {\displaystyle a=0+a} {\displaystyle =+a} {\displaystyle =a+0} {\displaystyle =a-0} {\displaystyle =1\times a} {\displaystyle =\times a} {\displaystyle =a\times 1} {\displaystyle =a\div 1} {\displaystyle =0+1\times a}
2. Leyes de Signos:  {\displaystyle +(+a)=+a,} {\displaystyle +(-a)=-a,} {\displaystyle -(+a)=-a,} {\displaystyle -(-a)=+a,} {\displaystyle \times (\times a)=\times a,} {\displaystyle \times (\div a)=\div a,} {\displaystyle \div (\times a)=\div a,} {\displaystyle \div (\div a)=\times a}
3. Ley Commutativa:  {\displaystyle a+b=b+a,} {\displaystyle a\times b=b\times a}
4. Ley Distributiva:  {\displaystyle a(b+c)=ab+ac,} {\displaystyle a(b-c)=ab-ac,} {\displaystyle (b+c)\div a=(b\div a)+(c\div a),} {\displaystyle (b-c)\div a=(b\div a)-(c\div a)}
5. Leyes de Exponenciación:  {\displaystyle a^{0}=1,} {\displaystyle a^{1}=a,} {\displaystyle (a\times b)^{c}=a^{c}\times b^{c},} {\displaystyle a^{b}\times a^{c}=a^{b+c},} {\displaystyle (a^{b})^{c}=a^{b\times c}}

De Morgan procede a dar un inventario completo de las leyes a las que obedecen los símbolos del álgebra, afirmando que "Cualquier sistema de símbolos que obedezca estas reglas y no otras; excepto que estén formadas por combinaciones de estas mismas reglas; es entonces un álgebra simbólica." Desde este punto de vista, ninguno de los principios anteriores son reglas; formalmente son leyes, esto es, arbitrariamente eligen relaciones a las que los símbolos algebraicos están sujetos. De Morgan no menciona la ley, que anteriormente había sido apuntada por Gregory, nominalmente: {\displaystyle (a+b)+c=a+(b+c),(ab)c=a(bc)}, posteriormente llamada Ley Asociativa. Si la Ley Conmutativa falla, la Ley Asociativa debe establecerse mejor; pero no al revés. Es una desafortunada circunstancia para simbolistas y formalistas que en aritmética universal {\displaystyle m^{n}} no es igual que {\displaystyle n^{m}}; entonces la Ley Conmutativa tendría alcance pleno.¿Por qué no se le dio alcance pleno? Porque los cimientos del álgebra son, después de todo, reales y no formales, materiales y no simbólicos. Para los formalistas, las operaciones exponenciales son demasiado inmanejables, en consecuencia no las consideran, relegándolas a la matemática aplicada.

### Álgebra de Relaciones (1860)
De Morgan descubrió el álgebra de relaciones en su obra Syllabus of a Proposed System of Logic (Programa de una Propuesta de Sistema Lógico), publicada en 1860. Esta álgebra fue extendida por Charles Sanders Peirce (quien admiraba a De Morgan y llegó a reunirse con él), y nuevamente expuesta y extendida en el vol. 3 del Vorlesungen über die Algebra der Logik de Ernst Schröder. El álgebra de relaciones fue una prueba crítica del Principia Mathematica de Bertrand Russell y Alfred North Whitehead. A su vez, esta álgebra llegó a ser el objeto de mucho más trabajo, iniciado en 1940 por Alfred Tarski y sus colegas y estudiantes de la Universidad de California.

### Escritos para la Sociedad Filosófica de Cambridge (1864)
Principalmente a través de los esfuerzos de Peacock y Whewell, se había creado en Cambridge una Sociedad Filosófica; y para sus Anales ((Mathematical Proceedings of the Cambridge Philosophical Society)) De Morgan contribuyó con cuatro memorias sobre los fundamentos del álgebra, e igual número de escritos para la lógica formal.
Estas memorias sobre lógica con las que De Morgan contribuyó a las Transacciones de la Sociedad Filosófica de Cambridge posteriores a la publicación de su libro sobre "Lógica Formal" son, con mucho, las más importantes contribuciones que hizo a la ciencia, en especial su cuarta memoria, en la que comienza el trabajo en el amplio campo de la "Lógica de Relativos". Este campo ha adquirido gran relevancia posterior, orientado al mejor conocimiento de la lengua y de los procesos de pensamiento. Identidad y diferencia son las dos principales relaciones consideradas por los lógicos; pero hay otras muchas igualmente merecedores de estudio, como la igualdad, la equivalencia, la consanguinidad, la afinidad, etc.

### Leyes propuestas por De Morgan
En la moderna lógica matemática, se conocen con la denominación de Leyes propuestas por De Morgan los siguientes principios fundamentales del álgebra de la lógica:
- «La negación de la conjunción es equivalente a la disyunción de las negaciones»
- «La negación de la disyunción es equivalente a la conjunción de las negaciones»

En escritura formal simbólica:
- {\displaystyle \lnot (A\land B)\Leftrightarrow (\lnot A)\lor (\lnot B)}
- {\displaystyle \lnot (A\lor B)\Leftrightarrow (\lnot A)\land (\lnot B)}

## Principales publicaciones
Los escritos de De Morgan publicados en forma de obras completas, formarían una pequeña biblioteca, como es el caso por ejemplo de sus escritos para la Sociedad del Conocimiento Útil. La mejor presentación de su visión del álgebra se encuentra en el volumen titulado Trigonometría y Álgebra Doble, publicado en 1849. Su obra más peculiar fue su estudio de los que él denominaba "paradoxers" (A Budget of Paradoxes); que originalmente apareció publicado en forma de cartas en las columnas de la revista del Athenæum; fue revisada y ampliada por De Morgan en los últimos años de su vida, y publicada póstumamente por su viuda. Desde el punto de vista estrictamente académico, su obra más reconocida es La lógica formal o el cálculo de inferencias necesarias y probables (1847).
Cronológicamente, sus principales obras se ordenan de la siguiente manera (relación de títulos originales en inglés):
- 1836. An Explanation of the Gnomonic Projection of the Sphere. London: Baldwin.
- 1837. Elements of Trigonometry, and Trigonometrical Analysis. London: Taylor & Walton.
- 1837. The Elements of Algebra. London: Taylor & Walton.
- 1838. An Essay on Probabilities. London: Longman, Orme, Brown, Green & Longmans.
- 1840. The Elements of Arithmetic. London: Taylor & Walton.
- 1840. First Notions of Logic, Preparatory to the Study of Geometry. London: Taylor & Walton.
- 1842. The Differential and Integral Calculus. London: Baldwin.
- 1845. The Globes, Celestial and Terrestrial. London: Malby & Co.
- 1847. Formal Logic or The Calculus of Inference. London: Taylor & Walton.
- 1849. Trigonometry and Double Algebra. London: Taylor, Walton & Malbery.
- 1860. Syllabus of a Proposed System of Logic. London: Walton & Malbery.
- 1872. A Budget of Paradoxes. London: Longmans, Green.[16]

## Reconocimientos y honores
- Desde 1884, la Sociedad Matemática de Londres entrega cada tres años la Medalla De Morgan[17] en reconocimiento a los logros de matemáticos destacados.
- La sede de la Sociedad Matemática de Londres se llama "The De Morgan House".
- La sociedad de alumnos del Departamento de Matemáticas del University College de Londres se llama "The August De Morgan Society".
- El cráter lunar De Morgan lleva su nombre.